# Andrivka, Berdeansk
Andrivka (în ucraineană Андрівка) este localitatea de reședință a comunei Andrivka din raionul Berdeansk, regiunea Zaporijjea, Ucraina.

## Demografie
Componența lingvistică a localității Andrivka
     Rusă (61,71%)
     Bulgară (25,46%)
     Ucraineană (11,78%)
     Alte limbi (0,21%)
Conform recensământului din 2001, majoritatea populației localității Andrivka era vorbitoare de rusă (61,71%), existând în minoritate și vorbitori de bulgară (25,46%) și ucraineană (11,78%).